# Surtainville
Surtainville is een gemeente in het Franse departement Manche (regio Normandië). De plaats maakt deel uit van het arrondissement Cherbourg-Octeville. Surtainville telde op 1 januari 2022 1.169 inwoners.

## Geografie
De oppervlakte van Surtainville bedroeg op 1 januari 2022 14,61 vierkante kilometer; de bevolkingsdichtheid was toen 80 inwoners per km².

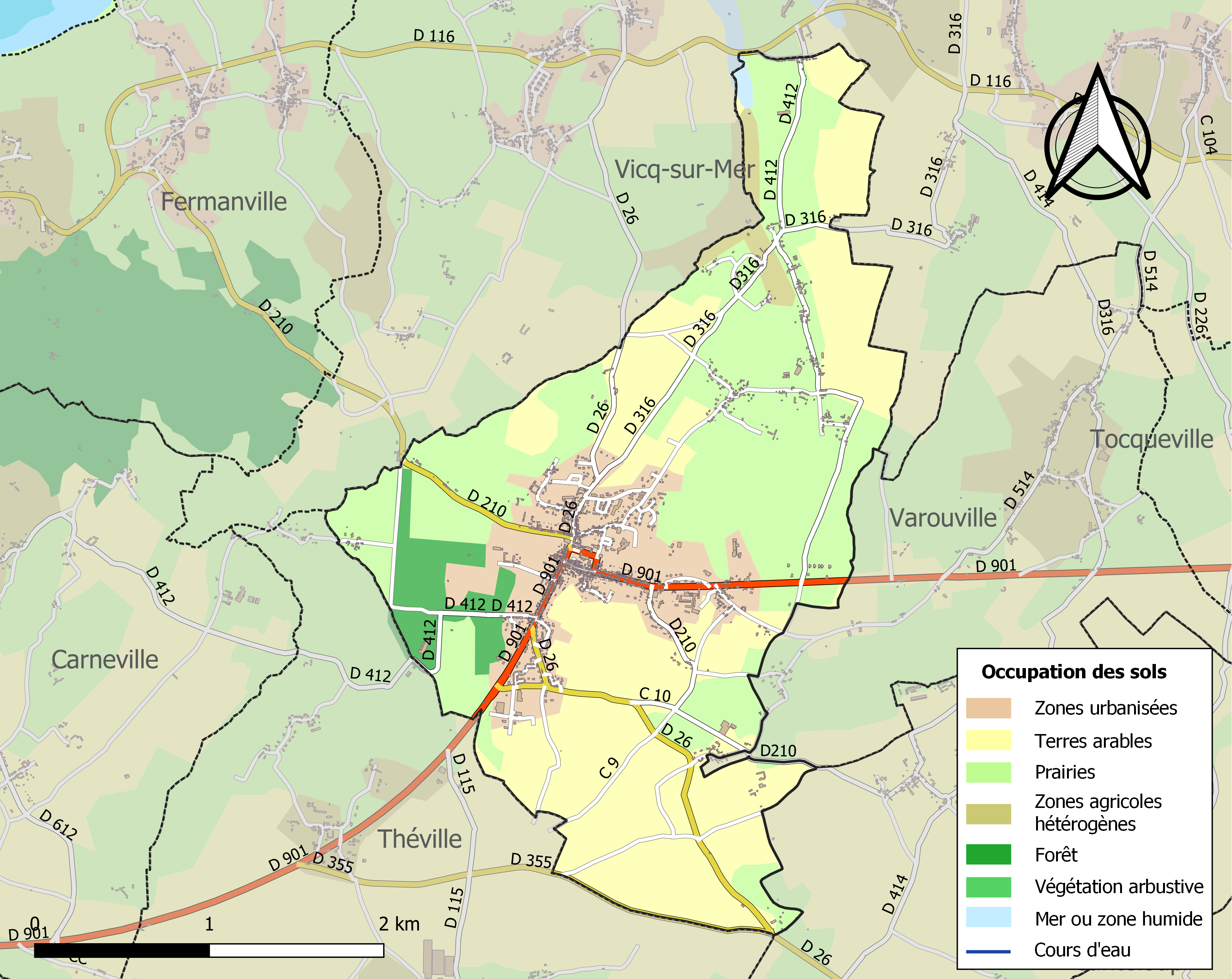
Kaart van de gemeente met de belangrijkste infrastructuur, bodemgebruik en omliggende gemeenten

## Demografie
Onderstaande figuur toont het verloop van het inwonertal (bron: INSEE-tellingen).